# Austroablepharus kinghorni
Austroablepharus kinghorni — вид сцинкоподібних ящірок родини сцинкових (Scincidae). Ендемік Австралії. Вид названий на честь австралійського герпетолога Джеймса Роя Кінгхорна.

## Поширення і екологія
Austroablepharus kinghorni поширені від сходу Північної Території через північний схід Південної Австралії і внутрішні райони Квінсленду до річки Дарлінг у Новому Південному Уельсу. Вони живуть на сухих луках, серед купин трави, що ростуть на розтрісканих червоних ґрунтах.